# Alles außer Mord
Alles außer Mord war eine deutsche Krimiserie, die nach einer Idee von Michael Baier entwickelt wurde und auf dem privaten Fernsehsender ProSieben ausgestrahlt wurde. Produzent der Serie war die neue deutsche Filmgesellschaft (ndF).

## Inhalt
In Alles außer Mord ermittelt der in der Regel etwas unbeholfene Privatdetektiv Uli Fichte in Kriminalfällen. Kundenaufträge erledigt er nach dem Motto: „Ich mache alles – außer Mord!“
Der unsolide Fichte wohnt in einem betagten Industriegebäude im Hamburger Hafen und fährt einen alten Mercedes-Benz. Die bürgerliche Gegenseite bilden der Psychologe Dr. Frieder Tamm mit Frau Melanie und zwei Söhnen sowie der Journalist Horst Weinstein. Und entgegen seinem Motto bekommt es Fichte jedes Mal mit einem Mord zu tun, wobei dies zu Beginn meist nicht ersichtlich ist; ein anscheinend harmloser und einfach gelagerter Fall entpuppt sich im Laufe der Folge als Mord.
Da die Serie seinerzeit trotz guter Kritiken über geringe Einschaltquoten nicht hinauskam, produzierte ProSieben zwischen 1993 und 1995 lediglich 3 Staffeln mit insgesamt 14 Folgen. 1996 setzte ProSieben die Serie ab.
Anfang 2008 wurde die Serie als DVD-Set veröffentlicht.

## Gastauftritte
- Sophie von Kessel (Folge: Die Frau ohne Gesicht)
- Ann-Kathrin Kramer (Folge: Wer Gewalt sät...)
- Christiane Paul (Folge: Das Kuckucksei)
- Jasmin Tabatabai (Folge: Das Kuckucksei)
- Ralf Richter (Folge: Blutiger Ernst)
- Niels-Bruno Schmidt (Folge: Blutiger Ernst)
- Muriel Baumeister (Folge:09  Wahnsinn mit Methode)
- Esther Schweins (Folge: Das blonde Gift)
- Cornelia Froboess (Folge: Wer Gewalt sät...)
- Florian Lukas (Folge: Blackout)
- Bernd Michael Lade (Folge 09: Wahnsinn mit Methode)
- Horst Krause  (Folge 09:  Wahnsinn mit Methode)